# Ignatios Antoniadis
 (février 2014).
Si vous disposez d'ouvrages ou d'articles de référence ou si vous connaissez des sites web de qualité traitant du thème abordé ici, merci de compléter l'article en donnant les références utiles à sa vérifiabilité et en les liant à la section « Notes et références ».
Ignatios Antoniadis est un physicien grec ayant principalement étudié et travaillé en France. Il est connu pour être l'un des spécialistes mondiaux de la théorie des cordes. Il  travaille actuellement sur cette dernière et donc la supersymétrie mais aussi sur la gravité quantique. 

## Biographie
Ses recherches concernent un vaste domaine de la physique théorique des particules élémentaires, et il obtint une Médaille d'argent du CNRS (Centre National de Recherches Scientifiques) en particulier grâce à ses travaux sur la théorie des supercordes. Ignatios Antoniadis a eu un rôle très important concernant en particulier la construction de théories de cordes à quatre dimensions. Les conséquences surprenantes de ces théories pourraient conduire à une modification dans les forces de gravitation sur de courtes distances, et à l'apparition de dimensions spatiales supplémentaires à l'échelle microscopique. Il a écrit un article résumant cela pour le magazine La Recherche (en 2001) où figure aussi Brian Greene (un autre grand spécialiste de la théorie des cordes).

## Formation professionnelle et principales distinctions
- 1977 :     Maîtrise de mathématiques, Université d'Athènes
- 1978 :     DEA de physique théorique, Paris
- 1980 :     Thèse de 3e cycle, École normale supérieure
- 1983 :     Thèse d'État, École polytechnique
- 1982 :     Chargé de recherche au CNRS, CPHT (Centre de physique théorique), École polytechnique.
- 1986-88 : Travaille au CERN, Genève, Suisse
- 1992 :      Directeur de recherche au CNRS, CPHT, École polytechnique
- 1997 :      Professeur chargé de cours, École polytechnique
- 2000 :      Membre de la division théorie au CERN
- 2000 :      Médaille d'argent du CNRS[2]
- 2002 :      Prix spécial de la Société française de physique (seules six personnes l’ont eu en France)